# Peribolaster folliculatus
Peribolaster folliculatus är en sjöstjärneart som beskrevs av Percy Sladen 1889. Peribolaster folliculatus ingår i släktet Peribolaster och familjen Korethrasteridae. Inga underarter finns listade i Catalogue of Life.